# Guido Giambartolomei
Guido Giambartolomei (Roma, 17 luglio 1921 – Roma, 17 maggio 2013) è stato un produttore cinematografico, dirigente sportivo e consulente commerciale-finanziario italiano.

## Biografia

### L'infanzia e l'adolescenza
Guido Giambartolomei nasce a Roma il 17 luglio 1921, da una famiglia di origini marchigiane da parte di padre e romane da parte di madre, terzogenito di quattro figli e unico maschio. Passa la sua infanzia e l'adolescenza nella casa adiacente alla centrale elettrica di Tor di Quinto-Ponte Milvio che il padre dirigeva, frequentando alle elementari e alle medie le scuole limitrofe del nascente quartiere di edilizia pubblica Flaminio, dove si distinse in numerose discipline all'interno del programma dell'Opera nazionale balilla, conseguendo diversi premi e attestati. Frequentò successivamente l'Istituto Gioberti dove si diplomò ragioniere e dove conobbe Franca che sarebbe diventata la sua madrina di guerra prima e sua moglie in seguito.

### La guerra
Dopo le scuole superiori inizia a lavorare presso una banca, per poi essere chiamato alle armi nel 1940 e spedito a Trieste per l'addestramento in attesa dell'impegno al fronte.
Nell'estate del 1941 è schierato sul fronte russo nell'ARMIR (8ª Armata Italiana in Russia) per un totale di circa 229 000 soldati italiani, nell'ambito de "L'operazione Barbarossa" condotta dall'asse. A seguito dell'armistizio italiano dell'8 settembre 1943, si ritrova con i suoi commilitoni in balia dell'inverno russo nella lunga marcia dei sopravvissuti per tornare a casa. Riesce a salvarsi dopo un'estenuante ritirata che durerà diversi mesi e che porterà alla morte di oltre 80 000 soldati italiani. Durante il ritorno sarà catturato e imprigionato più volte all'interno di campi di prigionia militare, ma riuscirà sempre a cavarsela.

### La carriera e la passione per il cinema
Negli anni del dopoguerra, in una situazione economico-sociale drammatica nel paese, trovò lavoro presso la Compagnia Tirrena di Assicurazioni e dopo alcuni anni presso l'Istituto Finanziario Italiano (I.F.I.). Entrato come semplice impiegato, nel giro di pochi anni dimostrò le sue abilità e competenze e fece rapidamente carriera diventando dirigente e scalando posizioni gerarchiche fino ad arrivare ad assumere il titolo di Direttore Generale dell'IFI agli inizi degli anni '60.
Parallelamente alla carriera lavorativa, sviluppò una grande passione per il cinema e si impegnò nella produzione di diversi lungometraggi.
Come produttore cinematografico le prime collaborazioni furono con il regista Mario Costa con il quale dal 1952 al 1954 girò quattro importanti film (Perdonami!, Ti ho sempre amato!, Gli amori di Manon Lescaut, Il bigamo) che ne affermarono il nome all'interno di Cinecittà. Le produzioni successive vedranno cast composti dalle stelle più importanti del cinema di quegli anni, da Marcello Mastroianni a Vittorio De Sica, passando per Alberto Sordi, Gina Lollobrigida, Franco Interlenghi, Antonella Lualdi, Giovanna Ralli ed Anita Ekberg. Un prestigioso riconoscimento che conquistò fu l'Orso d'argento al Festival di Berlino del 1957 per il film Padri e figli per la regia di Mario Monicelli, con il quale nascerà una lunga amicizia.

### Il calcio e la Lazio
Alla fine degli anni '60 fu presentato dal medico sociale della Lazio, Renato Ziaco, e da un dirigente della stessa, il notaio Nanni Gilardoni all'allora presidente biancoceleste Umberto Lenzini, il quale ne intuì le notevole doti comunicative ed organizzative. Ebbe modo quindi di conciliare con il lavoro la grande fede laziale che aveva sin dall'infanzia, diventando dirigente societario col ruolo di Team Manager, con lo specifico incarico di far da tramite tra squadra e società, assolvendo brillantemente compiti anche in ambito federale, nonché in sede di calcio mercato e guadagnandosi il soprannome di "Mister Cravatta", grazie alla sua abituale eleganza.
Con la Lazio riuscì nelle promozioni in Serie A delle stagioni 1968/69 (con due giornate di anticipo) e del 1971/72 (il primo anno di Tommaso Maestrelli in panchina), coronando il tutto con l'incredibile conquista del primo scudetto biancoceleste nella stagione 1973/74, dopo il terzo posto in classifica di quella precedente. Avendo ormai conquistato numerosi traguardi, decise di lasciare la società romana anche a causa delle difficoltà' economiche di questa e per la mancanza di ulteriori stimoli.
Conservò comunque ottimi rapporti con molti personaggi e protagonisti del mondo del calcio così come era già stato per quello del cinema.

### Lo studio di consulenza
Dalla fine degli anni '70 mise a frutto l'esperienza maturata all'interno dell'I.F.I. (ma anche quella con la Lazio e nel cinema) nonché la vasta rete di conoscenze accumulate nel tempo, per metter su il suo studio di consulenza economica, commerciale e finanziaria. Questa attività lo portò in numerosi paesi dove si occupò della mediazione nel finanziamento di grandi opere tra America centrale e Medio Oriente (oltre che in Sardegna e in molte regioni del nord d'Italia), facilitando la realizzazione di molti importanti progetti.
L'attività dello studio cessò nel 2010 quando decise che era venuto il momento di andare in pensione.

### La morte
Nel 2013, a seguito del rapido corso di una malattia, si spegne il 17 maggio lasciando la moglie Franca con la quale ha condiviso oltre 60 anni di matrimonio, due figli e sette nipoti.

## Filmografia

### Produttore
- Perdonami!, regia di Mario Costa (1952)
- Ti ho sempre amato!, regia di Mario Costa (1953)
- Pietà per chi cade, regia di Mario Costa (1953)
- Gli amori di Manon Lescaut, regia di Mario Costa (1954)
- Il bigamo, regia di Luciano Emmer (1955)
- Padri e figli, regia di Mario Monicelli (1957)
- Il medico e lo stregone, regia di Mario Monicelli (1957)
- La morte viene dallo spazio, regia di Paolo Heusch (1958)
- Tutti innamorati, regia di Giuseppe Orlandini (1959)
- Il vigile, regia di Luigi Zampa (1960)
- I mongoli, regia di Andrè De Toth (1961)
- I lancieri neri, regia di Giacomo Gentilomo (1962)
- Venere imperiale, regia di Jean Delannoy (1962)
- I tabù, regia di Romolo Marcellini (1962)
- La pupa, regia di Giuseppe Orlandini (1963)